# Szewczenkowe (rejon rozdzielniański)
Szewczenkowe (ukr. Шевченкове) – wieś na Ukrainie, w obwodzie odeskim, w rejonie rozdzielniańskim, w hromadzie Rozdzielna. W 2001 liczyła 38 mieszkańców.